# Пильчиков Микола Дмитрович
Мико́ла Дми́трович Пи́льчиков (1857—1908) — видатний український вчений, фізик-теоретик, експериментатор, винахідник. Був дійсним членом Тулузької академії наук та Лондонського фарадеївського товариства, міжнародного Товариства електриків та інших вчених товариств Австрії, Бельгії, Німеччини, Франції, США.
Автор біля 100 наукових праць з геофізики, електрохімії, оптики, радіотехніки т.і.. Вперше в світі здійснив радіокерування об'єктами та електричний запис звуку. Першим в Україні та Росії розпочав вивчення радіоактивності, фотогальваніки, Х-променів (Іван Пулюй відкрив їх у 1886 році в Чехії, яка входила до складу Австро-Угорської імперії). Микола Пильчиков — автор понад 25 оригінальних приладів та установок, конструктор фонографа, диференційного ареометра, термостата, сейсмографа,рефрактометра, спектрополяриметра т.і.
У кінці позаминулого століття був відомим вченим в Україні, Європі, Росії та був забутий з невідомих причин. Грав на скрипці, займався живописом, знав 7 мов, писав та друкував вірші українською мовою у часописі «Складка» під псевдонімом «М. П.», бо до 1905 року українська друкована мова була заборонена Російською імперією в Україні.

## Життєпис[2][4]
Народився 9 травня (с.с.) 1857 року в Полтаві в сім'ї дворян. Мати померла дуже рано, вихованням та навчанням Миколи займався його батько Дмитро Павлович Пильчиков. Батько був українським патріотом, громадським та культурним діячем, викладав історію та політекономію в Полтавському кадетському корпусі. Під керівництвом батька Микола вивчив 7 мов, українську та польську літературу, а безпосередньо перед вступом до Полтавської гімназії також російську мову і був прийнятий до 4 класу.
У гімназії цікавився фізикою та хімією, а після закінчення, 1876 року вступив до фізико — хімічного відділення Харківського університету, який закінчив 1880 року та працював там асистентом, доцентом, професором до 1894 року. З 1894 року до 1902 року — професор Одеського (Новоросійського) університету, а з 1902 року до 1908 року — професор Харківського технологічного інституту.
Помер загадковою смертю в лікарні 6 травня (с.с.) 1908 року від кульового поранення серця. Дійсна причина смерті слідством не була встановлена. Офіційна версія поліції — самогубство. Смерть забрала видатного вченого, талановитого педагога, статського радника, нагородженого орденами Святого Володимира 4 ступеня, Святого Станіслава 2 ступеня, Святої Анни 2 ступеня.

## Науково— педагогічна діяльність[2][3]
Пильчиков уже на II курсі винайшов «електричний фоноавтограф», призначений для електричного запису звуків. 1880 року після закінчення університету був залишений стипендіатом на кафедрі фізики для отримання професорського звання. 1883 року за дорученням Російського географічного товариства досліджував Курський район магнітних аномалій та вперше зробив висновок про зв'язок аномалій з величезними покладами залізної руди. За проведені дослідження отримав золоту (срібну) медаль товариства, а результати були покладені в основу магістерської дисертації.
Протягом 1884—1885 років працював асистентом та проводив практичні заняття на 3 — 4 курсах. Наприкінці 1885 року був призначений приват-доцентом. Читав лекції з експериментальної фізики, історії фізики, з розділів математичної фізики: математичної оптики, механічної теорії тепла, теорії пружності, теорії потенціалів, теорії електрики а також з метеорології, атмосферної електрики та земного магнетизму.
1887 року М. Пильчиков в Петербурзькому університеті захистив магістерську дисертацію на тему «Матеріали до питання про місцеві аномалії земного магнетизму». Після затвердження степені магістра з фізики та фізичної географії був відряджений до Франції на два роки для наукового стажування. Там Микола Дмитрович займався дослідженням електролізу та поляризації електродів, винайшов та виготовив рефрактометр з порожнистою сочевицею для визначення показника заломлення світла в рідинах та дзеркало із змінною фокусною відстанню. Працюючи в магнітній обсерваторії знайшов помилку в конструкції сейсмографа, що викликало чимале здивування в наукових працівників, які використовували прилад для досліджень.
Наприкінці 1889 року Пильчиков повернувся до Харкова та був призначений професором кафедри фізики. Протягом 1899—1900 років він уперше в Україні та Росії здійснив експериментальні дослідження з радіоактивності, чим започаткував нову галузь науки — ядерну фізику. 1890 року був співзасновником наукового журналу «Метеорологічний вісник». 1891 року з ініціативи Пильчикова були створені магнітно — метеорологічне відділення та метеорологічна станція, де він проводив практичні заняття та власні дослідження.
1893 року запропонував конструкцію та описав роботу прообразу сучасного скафандру для дослідження верхніх шарів атмосфери, який він назвав портаеронавтом. 1896 року вперше в Україні та Росії Пильчиков вивчав Х — промені та застосував на практиці в медицині свою фокус — трубку Пильчикова. Трубка складалася з джерела Х — променів (лампи Івана Пулюя), до якої він додав увігнутий антикатод для здійснювання фокусування Х — променів, що зменшувало час експозиції з 40 хв. до 30 сек. Одночасно, вперше в світі ним був розроблений оптогальванічний метод створення зображення предметів шляхом нарощування рельєфу на металевих пластинах, названий автором фотогальванографією або електрофотографією. Вперше в Російській імперії здійснив мобільний радіозв'язок з рухомим об'єктом. Для цього на території Харківського технологічного інституту була змонтована радіостанція з антеною висотою 25 метрів а друга радіостанція була змонтована на автомобілі. Читав публічні лекції в Харкові, Одесі, Кишиневі, Миколайові, Херсоні. 1903 року добився відкриття друкованого видання Известия Харьковского института та був його незмінним редактором до самої смерті.

## Піонери радіокерування[3][4]
Про піонерів радіо: Історія виникнення радіо
23 березня 1898 року в Одеській газеті „Южное обозрение“ з'явилась стаття, про лекцію та демонстрацію приладів з „Бездротової телеграфії“ професором М. Д. Пильчиковим, що мала відбутися в Біржовій залі міста. На публічній лекції 25 березня 1898 року Микола Дмитрович пояснив роботу та продемонстрував радіокеровані на відстані досліди („через стіни“): годинник, який працював під дією радіосигналу, ввімкнені вогні в моделі маяка, здійснений постріл з невеликої гармати, здійснений вибух міни у штучному басейні, який призвів до затоплення невеликої яхти, приведена в рух модель залізничного семафора. Для здійснення керування об'єктами на відстані Пильчиков застосував передавач з котушкою Румкорфа та власним кодуванням телеграфних посилань, для приймання використовувалась модифікована Пильчиковим схема приймача О. Лоджа з когерером, реле, виконавчими механізмами та інше.
Для визначення в приймачі питання „свій — чужий“ щодо прийнятих сигналів використовувався спеціальний пристрій, названий автором „радіопротектор Пильчикова“, що здійснював селекцію радіосигналів, їх практично абсолютну ідентифікацію і захищав радіопередачі від перехоплення та завад. Після смерті М.Пильчикова ніяких матеріалів не збереглося, але з сучасного погляду на існуючий опис роботи винайдених радіопротекторів, що найбільш ймовірно — це системи радіокерування з кодовою маніпуляцією сигналів керування (швидше всього амплітудною та/або частотною), тобто на досить сучасному рівні. Основна задача яку вирішив Пильчиков — відсутність хибного спрацювання його радіопротектора через надто високу ціну помилки. Тобто не відбудеться дистанційного спрацювання механізмів (наприклад, радіокерована міна ніяк не зможе вибухнути) при дії будь-якого радіосигналу, доки не надійде дозвіл з радіопротектора (демодулятора-декодера). Це автоматична система без зворотнього зв'язку, що значно ускладнює її реалізацію для забезпечення безпомилкової роботи. Проте Пильчиков успішно вирішив цю задачу. Матеріали лекції та опис дослідів були опубліковані в № 425 газети „Одесское обозрение“.
Американський вчений Нікола Тесла тільки в липні 1898 року подав матеріали (8 листопада 1898 року отримав патент США № 613809), а в вересні 1898 року на електричній виставці в Медісон — Сквер — Гарден у Нью-Йорку, продемонстрував радіокерований електричний човен, який назвав телеавтоматом. Задача керування човном Тесли була значно простіша, через низьку ціну помилки та наявність зворотнього зв'язку. Тобто, якщо команда керування не спрацює або спрацює помилково, це не призведе до фатальних наслідків, бо це побачить оператор і повторить або виправить команду, (тобто спрацює візуальний зворотній зв'язок з оператором в даній напівавтоматичній керованій системі). Через схожість в методах досліджень та досягнення визнаних успіхів у науці, Пильчикова М. Д. в Україні та Росії називали Теслою, Едісоном.

## Радіопротектори Пильчикова[4]
12 грудня 1898 року Пильчиков звернувся до військового міністра Російської імперії з пропозицією запровадити радіокерування у військово — морській сфері. В зверненні було запропоновано наступне: „…1. Влаштовувати бездротовий телеграфний зв'язок, який не зможе читати противник чи завадити цьому. 2. Влаштовувати бездротовий вибух міни на значній відстані, чому ніяк не зможе завадити противник. 3. Створити такі мінні човни, що без екіпажу зможуть рухатися, керуватися, досягати ворожих броненосців та топити їх. 4. Побудувати такі сухопутні міноносці без екіпажу, які рухаються попереду атакуючих військ та знищують укріплення“.
26 січня 1899 року на запит керівника інженерів Військово — Морського міністерства М. Д. Пильчиков відповів, що „… В той час коли Марконі та Попов прагнули збільшення відстані передачі повідомлень а Тесла займався передаванням енергії, я розробив питання про те, яким чином бездротове повідомлення відокремити від претубацій, заподіяних дією сторонніх електричних хвиль.“ І далі: „…Після досить тривалих наукових та дослідних пошуків я зупинився на думці, що прилад, який  сприймає дію електричних хвиль повинний бути неодмінно обладнаний особливим охоронним снарядом — протектором який фільтрує електричні хвилі та дає доступ до діючих механізмів тільки хвилям посланих нами. Таких протекторів створено мною декілька, в залежності до їх призначення“.
Після довготривалих роз'яснень та переписки, міністерство в кінці літа 1902 року виділило 5000 рублів, акумулятори та військовий корабель „Днестр“ для проведення морських випробувань розроблених радіопротекторів. Для цього Пильчиков 1903 року на Херсонеському маяку облаштував радіопередавач а радіоприймач з досліжуваними радіопротекторами на кораблі. Надійна робота забезпечувалась на відстані більше 100 км. Подальше застосування радіопротекторів не висвітлювалось в друкованих виданнях. Відомо тільки, що в розпал російсько — японської війни „…За роботи з бездротової телеграфії та протимінного захисту суден“, командувач Тихоокеанського флоту виголосив подяку професору М. Д. Пильчикову, від 1 вересня 1904 року за № 18.»

## Вшанування пам'яті

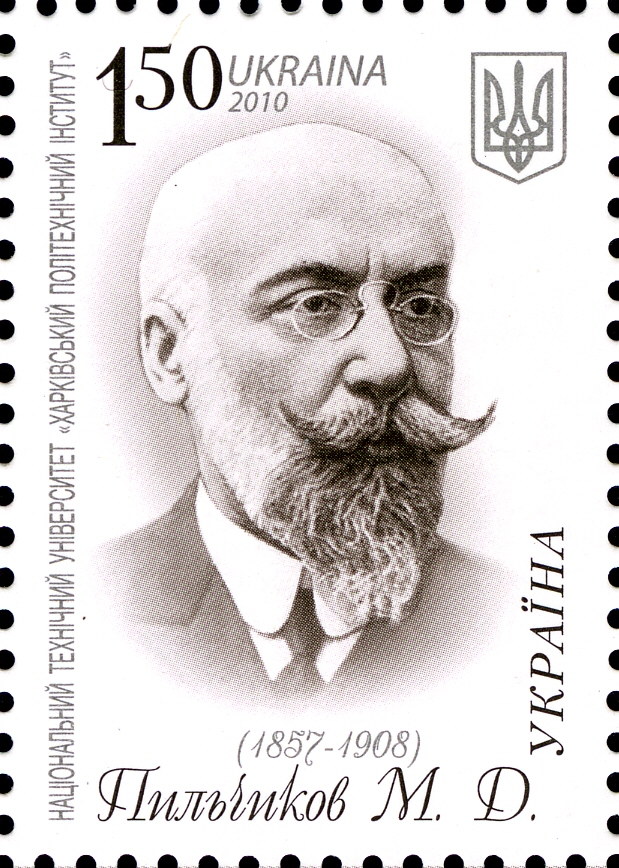
«Пильчиков Микола Дмитрович», поштова марка України (2010)

Життя та творчість М. Д. Пильчикова відображені в ряді художніх творів.
На початку 2000 — х років у Вінницькому національному технічному університеті на факультеті радіоелектроніки була створена фотогалерея видатних вчених — піонерів радіо з описом їх досягнень. Українські вчені М. Д. Пильчиков та Б. П. Грабовський представлені разом з Максвелом, Герцом, Марконі, Тесла, Поповим.
21 травня 2017 року на державному рівні в Україні відзначалась пам'ятна дата — 160 років з дня народження Миколи Пильчикова (1857—1908), фізика, винахідника.